# SMS Ariadne (1900)
SMS Ariadne – niemiecki krążownik lekki (konstrukcyjnie krążownik pancernopokładowy, klasyfikowany jako mały krążownik – niem. Kleiner Kreuzer) z przełomu XIX i XX wieku, jedna z 10 zbudowanych jednostek typu Gazelle. Okręt miał wyporność pełną 3006 ton i osiągał prędkość 21,5 węzła, a jego główne uzbrojenie stanowiło 10 dział kalibru 10,5 cm i dwie wyrzutnie torped kalibru 45 cm.
Krążownik został zwodowany 10 sierpnia 1900 roku w stoczni AG Weser w Bremie, a 18 maja 1901 roku wcielono go do służby w Kaiserliche Marine. Nazwa jednostki pochodziła od mitologicznej księżniczki Ariadny; był drugim okrętem w niemieckiej flocie o tej nazwie. SMS „Ariadne” służył na Morzu Północnym, biorąc udział w I wojnie światowej. Okręt został zatopiony 28 sierpnia 1914 roku przez brytyjski krążownik liniowy HMS „Lion” w I bitwie koło Helgolandu.

## Projekt i budowa
Objęcie tronu Cesarstwa Niemieckiego przez Wilhelma II w 1888 roku spowodowało początek rozbudowy floty wojennej, niezbędnej do zdobycia i utrzymania zamorskich posiadłości. Oprócz budowy floty liniowej, mającej w przyszłości stanowić zagrożenie dla Royal Navy, potrzebna była rozbudowa sił lekkich, których zadaniem była służba patrolowa na wodach metropolii oraz reprezentowanie niemieckiej bandery oraz obrona interesów Cesarstwa w koloniach. Do końca lat 80. XIX wieku rolę tę spełniały korwety o napędzie parowo-żaglowym, kanonierki i awiza. W latach 90. XIX wieku zbudowano nowe jednostki przeznaczone zarówno do służby kolonialnej, jak też współdziałania z flotą krajową, którymi były nieopancerzone krążowniki IV klasy typu Bussard, krążownik III klasy „Gefion” oraz awiza „Greif” i „Hela”. Na bazie tego ostatniego okrętu w latach 1895–1896 w biurze konstrukcyjnym Urzędu Marynarki Rzeszy opracowano projekt nowoczesnych krążowników IV klasy zdolnych do operacji z flotą liniową i do służby kolonialnej, o nieco powiększonej wyporności, prędkości 20 węzłów i uzbrojeniu porównywalnym z o wiele droższym „Gefionem”, zaakceptowany przez kierownictwo Kaiserliche Marine. W uchwalonej w 1898 roku przez Reichstag ustawie morskiej zagwarantowano środki na budowę czterech krążowników IV klasy, powiększając ich liczbę do 10 po przyjęciu w 1900 roku drugiej ustawy morskiej (łącznie 50 mln marek do wykorzystania w latach 1897–1904). W 1899 roku zmieniono klasyfikację krążowników IV klasy na małe krążowniki (niem. Kleiner Kreuzer).
Krążownik został zamówiony pod tymczasową nazwą „Kleiner Kreuzer D”. Zbudowany został w stoczni AG Weser w Bremie pod numerem stoczniowym 127, będąc jedną z pięciu jednostek typu Gazelle powstałych w tej stoczni . Stępkę krążownika położono 14 grudnia 1899 roku, a ceremonia wodowania i chrztu odbyła się 10 sierpnia 1900 roku, w obecności dyrektora stoczni Kaiserliche Werft w Wilhelmshaven, kontradmirała (niem. Konteradmiral) Hugona von Schuckmanna (matką chrzestną została księżna Innhausen i Knyphausen). Nazwa okrętu pochodziła od mitologicznej księżniczki Ariadny, córki króla Krety Minosa. Koszt budowy okrętu wyniósł 4 799 000 marek.

## Dane techniczne

### Charakterystyka ogólna
Okręt był małym krążownikiem o sylwetce podobnej do poprzedników („Hela” i „Gefion”), różniąc się od tego ostatniego dwoma wysokimi kominami zamiast trzech. Kadłub o poprzeczno-wzdłużnym układzie wiązań podzielony był za pomocą 11 grodzi na 12 przedziałów wodoszczelnych, a dno podwójne obejmowało 40% jego długości. Krążownik miał taranowy, zaokrąglony dziób, połączone pomostami podwyższone pokłady dziobowy i rufowy, dwa maszty, prosty kil i dwie stępki boczne oraz krążowniczą rufę. W odróżnieniu od prototypowego „Gazelle” pomost bojowy z opancerzonym stanowiskiem dowodzenia znajdowały się między przednim masztem a pierwszym kominem. Między drugim kominem a drugim masztem znajdowało się zapasowe stanowisko dowodzenia.
Długość całkowita okrętu wynosiła 105,1 metra (104,1 metra na wodnicy), szerokość 12,2 metra i zanurzenie od 4,93 metra na dziobie do 5,5 metra na rufie. Wyporność normalna (konstrukcyjna) wynosiła 2659 ton, a pełna 3006 ton.
Załoga jednostki składała się z 14 oficerów i 243 podoficerów i marynarzy. Kabiny podoficerskie, oficerskie i dowódcy znajdowały się w części rufowej, a kubryk marynarzy na dziobie; umywalnie marynarzy znajdowały się na śródokręciu za nadburciami.

### Urządzenia napędowe i pomocnicze
Okręt był napędzany przez umieszczone w jednej maszynowni dwie trzycylindrowe pionowe maszyny parowe potrójnego rozprężania wyprodukowane w macierzystej stoczni, które poruszały poprzez wały napędowe dwie trójłopatowe śruby napędowe o średnicy 3,5 metra każda. Para o ciśnieniu roboczym 15 at dostarczana była przez dziewięć kotłów wodnorurkowych typu Marynarki (Marinekessel), także wyprodukowanych przez AG Weser, o łącznej powierzchni grzewczej 2300 m², wyposażonych łącznie w 18 palenisk, zainstalowanych w dwóch kotłowniach. Kotły były opalane węglem, którego normalny zapas wynosił 380, a maksymalny 560 ton.
Nominalna moc siłowni wynosiła 8000 KM przy 165 obr./min, co pozwalało na osiągnięcie prędkości maksymalnej 21,5 węzła. Zasięg wynosił 3560 mil morskich przy prędkości 12 węzłów. Na rufie znajdował się pojedynczy półzrównoważony ster.
Energia elektryczna (prąd stały o napięciu 110 V) wytwarzana była przez trzy prądnice napędzane silnikami Diesla o łącznej mocy 110 kW.

### Uzbrojenie
Główne uzbrojenie krążownika składało się z 10 pojedynczych szybkostrzelnych dział kalibru 10,5 cm SK C/97, o długości 40 kalibrów (L/40) . Dwa działa zostały umieszczone obok siebie na pokładzie dziobowym, dwa w identycznej konfiguracji na pokładzie rufowym, a pozostałe sześć zainstalowano w sponsonach na śródokręciu (wszystkie osłonięte pancernymi maskami). Masa działa wynosiła 1750 kg, a jego długość całkowita 4,475 metra; długość samej lufy wynosiła 4,2 metra, a jej masa 1555 kg. Działa wykorzystywały pociski przeciwpancerne i burzące o masie od 14,25 do 18,2 kg wystrzeliwane za pomocą ładunków miotających o masie 3,18 kg. Kąt podniesienia lufy wynosił od -10 do +30°, a maksymalna donośność wystrzeliwanego z prędkością wylotową od 690 do 840 m/s pocisku wynosiła 12 200 metrów. Kąt ostrzału ośmiu dział mogących strzelać w kierunku dziobu i rufy wynosił 150°, a dwóch dział umieszczonych centralnie na śródokręciu 120°. Zapas amunicji wynosił 1000 sztuk (czyli 100 pocisków na działo).
Artyleria małokalibrowa składała się początkowo z 10–14 pięciolufowych działek kalibru 3,7 cm Hotchkiss M1873. W późniejszym czasie zostały zastąpione taką samą liczbą pojedynczych szybkostrzelnych dział Kruppa kalibru 5 cm L/40. Masa działa z lawetą wynosiła 280 kg, a długość lufy 2 metry. Działa strzelały pociskami o masie 1,75 kg, z prędkością wylotową 655 m/s, na maksymalną odległość 6200 metrów (przy kącie podniesienia lufy 20°).
Broń torpedową stanowiły dwie pojedyncze podwodne wyrzutnie kalibru 450 mm umieszczone na wysokości przedniego masztu z każdej burty, z łącznym zapasem pięciu torped. Używane początkowo torpedy typu C45/91S miały długość 5,1 metra, masę 550 kg (w tym głowica bojowa 197 kg trotylu), a ich zasięg wynosił 500 metrów przy prędkości 33,5 węzła i 1200 metrów przy prędkości 27 węzłów .
Do kierowania ogniem artyleryjskim służyły dwa dalmierze, umieszczone nad głównym i zapasowym stanowiskiem dowodzenia.

### Opancerzenie
Podstawowym elementem pancerza był wykonany z dwóch warstw zwykłej stali i jednej warstwy stali Kruppa pokład pancerny o grubości maksymalnej w części płaskiej 25 mm na dziobie i rufie oraz 20 mm na śródokręciu, a na bocznych skosach 50 mm. Zrębnice miały grubość 80 mm stali Kruppa. Maski dział kalibru 10,5 cm miały grubość 80 mm, a wieża dowodzenia chroniona była płytami o grubości od 20 do 80 mm (maski i wieża wykonane były ze stali Kruppa). Niezatapialność jednostki starano się powiększyć poprzez wypełnienie przestrzeni między poszczególnymi pomieszczeniami i elementami konstrukcyjnymi korkiem.

### Wyposażenie
Jako środki ratownicze i komunikacyjne okręt miał na wyposażeniu barkas z napędem parowym, pinasę, dwa kutry, dwa jole i łódź ratunkową (dinghy). Wyposażenie do walki nocnej stanowiły dwa reflektory: pierwszy umieszczony był na platformie na przednim maszcie, a drugi znajdował się na podeście za drugim masztem.

### Malowanie
Podczas służby na wodach metropolii okręt pomalowany był według wprowadzonego w 1896 roku schematu numer 96: kadłub w kolorze szarym; pokład, nadbudówki, maszty, kominy oraz działa z maskami w kolorze jasnoszarym, a ornamenty dziobowe i rufowe w kolorze żółtym.

## Służba
SMS „Ariadne” został wcielony do służby w Kaiserliche Marine 18 maja 1901 roku. Pierwszym dowódcą okrętu został mianowany kmdr por. (niem. Fregattenkapitän) Karl Deubel. Podczas prób morskich „Ariadne” osiągnął prędkość 22,2 węzła przy przeciążeniu maszyn do 8827 KM (przy 168 obr./min). W ich trakcie, 11 lipca doszło do wybuchu rurek w przednim lewoburtowym kotle, w wyniku czego zginęło trzech członków załogi krążownika, a trzech innych zostało rannych. 26 lipca kmdr por. Karl Deubel przestał być dowódcą okrętu, a 1 października funkcję tę objął kmdr ppor. (niem. Korvettenkapitän) Adolph Josephi.
22 października 1902 roku SMS „Ariadne” został włączony do składu 1. Eskadry Bojowej w Kilonii, biorąc udział w grudniowym rejsie na wody Norwegii i manewrach na Morzu Północnym. 1 marca 1903 roku krążownik został wcielony do nowo utworzonych Sił Rozpoznawczych Aktywnej Floty Bojowej, dowodzonych przez kontradmirała Ludwiga Borckenhagena. W składzie tej formacji „Ariadne” odbyła na wiosnę atlantycki rejs na wody Hiszpanii, zawijając po drodze 14 maja do Brestu po odbiór poczty przeznaczonej dla okrętów Sił Rozpoznawczych. W lipcu krążownik ponownie udał się na wody norweskie, a we wrześniu i październiku brał udział w jesiennych manewrach floty na Morzu Północnym i Bałtyckim.
Wiosną 1904 roku „Ariadne” najpierw wziął udział w manewrach floty, a w maju uczestniczył w paradzie floty niemieckiej w Kilonii zorganizowanej na cześć brytyjskiego króla Edwarda VII. We wrześniu dowództwo okrętu objął kmdr ppor. Johannes Schirmer. Od 3 do 10 września krążownik pełnił rolę eskorty cesarskiego jachtu SMY „Hohenzollern” podczas wizyty w Wielkiej Brytanii.
1905 roku SMS „Ariadne” brał udział w corocznych manewrach floty cesarskiej, a także uczestniczył w akcji pomocy załodze pancernika „Mecklenburg”, który w Wielkim Bełcie wszedł na mieliznę. W lutym 1906 roku „Ariadne” wraz z pancernikiem „Preußen” wzięły udział w ceremonii pogrzebowej króla duńskiego Chrystiana IX w Kopenhadze, a 22 września został w Wilhelmshaven wycofany ze służby, trafiając do pierwszej rezerwy.

### I wojna światowa

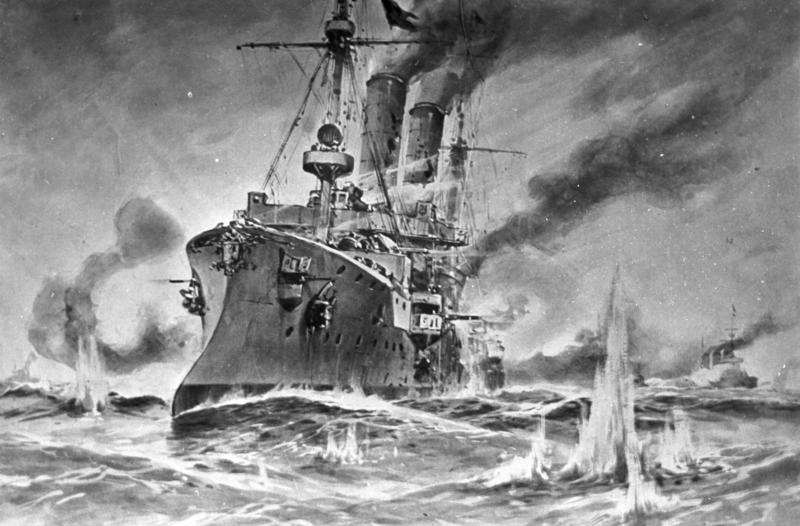
Obraz przedstawiający SMS „Ariadne” podczas bitwy koło Helgolandu

Po wybuchu I wojny światowej, 1 sierpnia 1914 roku krążownik został reaktywowany, po czym pod dowództwem komandora (niem. Kapitän zur See) Hansa Seebohma został okrętem flagowym flotylli obrony wybrzeża w rejonie ujść rzek Jade i Wezery.
Rankiem 28 sierpnia SMS „Ariadne” znajdował się w Zatoce Helgolandzkiej, ubezpieczając jednostki 3. dywizjonu trałowców prowadzące działania przeciwpodwodne (wraz z awizem „Hela” oraz krążownikami „Frauenlob” i „Stettin”). Niemieckie okręty dozorujące zatokę stały się tego dnia celem ataku silnego zespołu Royal Navy, składającego się z Sił Harwich ubezpieczanych przez 1. Eskadrę Krążowników Liniowych, co doprowadziło do starcia nazwanego I bitwą koło Helgolandu. Kiedy w zatoce pojawiły się brytyjskie krążowniki oraz niszczyciele Sił Harwich i zaatakowały okręty niemieckie, o godzinie 8:10 „Ariadne”, odebrawszy sygnał od „Stettina”, ruszył na pomoc w kierunku Helgolandu, jednak po ustaniu wymiany ognia zawrócił. Ponownie popłynął w kierunku przeciwnika o 10:30 w ślad za okrętem flagowym kontradmirała Maassa, krążownikiem „Cöln”, otrzymawszy rozkaz od admirała Hippera. Około godziny 12:00 załoga krążownika zauważyła płynący na powierzchni brytyjski okręt podwodny HMS E4, który zanurzył się i wystrzelił w kierunku „Ariadne” niecelną torpedę. Tuż przed godziną 13:00 SMS „Ariadne” natknął się na krążownik liniowy HMS „Lion” i pomimo wykonania zwrotu o 180° o 12:56 dostał się pod prowadzony z odległości 4800 metrów celny ogień brytyjskiego okrętu, który spowodował m.in. uszkodzenie kotłowni i pożary. Na wezwanie pomocy odpowiedziały krążowniki „Stralsund” i „Danzig”, podchodząc około godziny 14:00 do ciężko uszkodzonego okrętu i zdejmując z niego większość załogi (250 osób). Godzinę później „Stralsund” podjął próbę wzięcia „Ariadne” na hol, jednak zamiar nie został zrealizowany, gdyż o 15:20 okręt przewrócił się na bok i zatonął na pozycji 54°09′N 7°07′E/54,150000 7,116667. Na pokładzie jednostki zginęło 64 członków załogi wraz z dowódcą, kmdr. Seebohmem. Wrak „Ariadne” został później przemieszczony przez pływy morskie i w 1973 roku znajdował się o 4 Mm od miejsca zatopienia na głębokości 40 metrów.
Dla zastąpienia SMS „Ariadne” w niemieckiej flocie został zbudowany krążownik lekki SMS „Cöln” (oznaczony na etapie budowy „Ersatz Ariadne”).